# Tur, Satu Mare
Tur (maghiară Túrvékonya) este o localitate componentă a orașului Negrești-Oaș din județul Satu Mare, Transilvania, România.
Așezat în depresiunea Țara Oasului, satul este străbătut de râul Tur a cărui nume-l poartă și localitatea. Satul este așezat în nord-estul județului Satu Mare, având ca vecini următoarele localități: nord – Bixad, sud – Vama, est – Negrești Oaș, vest – Remetea Oaș. Din punct de vedere administrativ, aparține orașului Negrești Oaș, fiind despărțit doar de linia ferată, care leagă Satu Mare de Bixad.
Dacă Negreștiul este amintit documentar din anul 1270, de când se poate urmări istoria lui pe bază de documente scrise, de bună seamă că și această localitate a luat ființă la o dată foarte apropiată de cea a Negreștiului”.
Scriitorul maghiar Maksai, într-o lucrare a sa despre localități, la pagina 223, vorbește despre localitatea Tur începând cu anul 1478 pe care o scrie ”Thwrwekawa, în anul 1490 “Thwrwekonyo”, în 1493 “Thwrwerono”, în 1512 “Thwrwrukonya”. În actele lui Nagy I, 1828 “Tur-Vekonya“ și “Turu”, iar în anul 1831 Fenyes o numește “Turvekonya”.
Turul a fost proprietatea mai multor familii nobile, care au primit domeniul sub formă de danie de la stăpânire.
Râul Tur, fiind bogat în ape și având o câmpie mănoasă, a fost înzestrat înca din timpul lui Bela al III-lea și cu o moară cu morar, care a funcționat pe “prediul” Tur. În anul 1216, tot pe Tur, apare o moară a comitelui Raphael.
Aceste denumiri în traducere înseamnă “strîmtura Turului’, care cu ani in urma se bifurca formând două albii care se unificau în partea de apus a satului; pe albia moartă și azi când plouă curge la vale ca pe albia actuală.
Localitatea este locuită numai de români care se ocupau mare parte cu agricultura, crescutul animalelor în special al bivolilor fiind renumită ca localitatea cu cei mai mulți bivoli din Oaș.
În ce privește portul și traditiile și le-au pastrat cu strășnicie până în zilele de azi, când din păcate se poate constata un declin al acestora în favoarea unui curent de modernism occidental.
Parohia Tur este cu siguranță mult mai veche decât o atestă documentele privind matricolele din care se poate constata o activitate preoțescă și anume anul 1806, când apar însemnări.
În parohia Tur pe locul cunoscut azi sub denumirea de “țintirim” a fost o biserică de lemn, în jurul căreia era și un cimitir. Atât locul bisericii cât si al cimitirului este identificat doar de bătrânii satului, care-și mai aduc aminte de la părinții lor de existența vechii biserici pentru că, azi, pe acel loc s-au construit case. Se pare că vechea biserică ar fi dăinuit până aproape de anul1850 .
Tot de la bătrânii satului se știe că din lemnele ce au rezultat din demolarea vechii biserici, s-au construit două mori pe apa care au funcționat, una până în 1852 cand a fost vândută lui Cozma Ioan din Prilog ,iar a doua până după anul 1960.